# ジェルメーヌ・ティヨン
ジェルメーヌ・ティヨン（Germaine Tillion、1907年5月30日 - 2008年4月19日）は、フランスの民族学者・人類学者（国立科学研究センター研究員、高等研究実習院、社会科学高等研究所教員）、対独レジスタンス活動家、フェミニスト。レジスタンス・グループのなかでも最も早くに結成された「人類博物館」グループの活動でゲシュタポに逮捕され、サンテ刑務所、次いでラーフェンスブリュック強制収容所に送られた。女性収容者への聞き取りおよび調査に基づく著書『ラーフェンスブリュック』を生涯にわたって3冊発表。アルジェリア独立戦争ではフランス軍による拷問を糾弾する「12人の呼びかけ」に署名し、民族解放戦線 (FLN) 地下組織の指導者ヤセフ・サーディと話し合いの場をもつなどフランス・アルジェリアの和平に貢献した。戦時の功績を称えるクロワ・ド・ゲール勲章、レジスタンス勲章のほか、レジオンドヌール勲章グランクロワ、国家功労勲章グランクロワ、ドイツ連邦共和国功労勲章大十字章など多くの名誉ある賞・勲章を授けられた。没後7年の2015年5月27日、パンテオンに合祀された。
著書の邦訳に『ジェルメーヌ・ティヨン ― レジスタンス・強制収容所・アルジェリア戦争を生きて』、『イトコたちの共和国 ― 地中海社会の親族関係と女性の抑圧』 がある。

## 背景
ジェルメーヌ・ティヨンは1907年5月30日、アレーグル（オート＝ロワール県）で治安判事・著述家のリュシアン・ティヨンとエミリー・ティヨン（旧姓キュサック）の間に生まれた。1909年に妹のフランソワーズが生まれた。アレーグルの小学校を卒業した後、クレルモン＝フェラン（ピュイ＝ド＝ドーム県）のジャンヌ・ダルク学院（寄宿学校、現コレージュ）に学んだ。一家は1922年にパリ中心部から約10キロのサン＝モール＝デ＝フォッセ（ヴァル＝ド＝マルヌ県）に越した。1925年3月、ジェルメーヌが18歳のときに父リュシアンが肺炎で死去。母エミリーは夫と共に携わっていたアシェット出版社のフランス各地域・欧州諸国のガイドブック（ブルーガイド）の執筆を続けることで生計を立てた。

## 学業・調査研究

### 人類学・民族学
1925 年からソルボンヌ大学ルーヴル校（考古学、先史学、美術史）、高等研究実習院（ケルト学、セム語碑文学）、コレージュ・ド・フランス、および人類学者のリュシアン・レヴィ＝ブリュール、マルセル・モース、ポール・リヴェがパリ大学で開設した民族学研究所で学び、マルセル・モースに師事した。1932年に民族学研究所で学位取得。学業を続ける傍ら、1930年から33年にかけてドイツ、オランダ、ケーニヒスベルク（1945年までの東プロイセンの中心都市、現ロシア連邦カリーニングラード）、ニュルンベルク、プラハ（チェコ）、自由都市ダンツィヒ（1920-1939）、コペンハーゲン（デンマーク）など欧州各地を旅行した。

### アルジェリア北東部オーレス山地での調査

オーレス山地（位置）

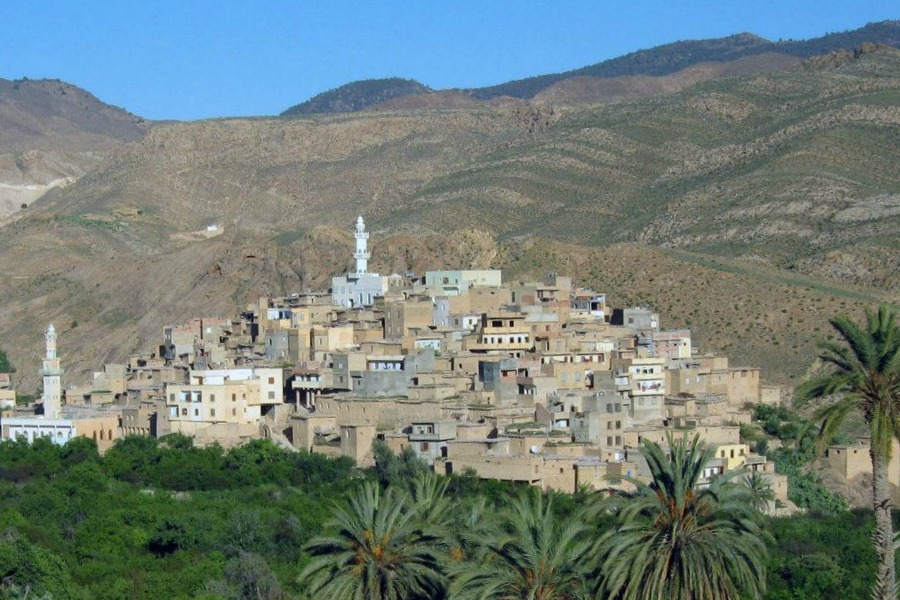
最初に訪れたムナア村

1934年、恩師モースの勧めに従い、ロンドンに拠点を置くアフリカ言語・文化国際協会の奨学金を受けてアルジェリア北東部のオーレス山地で調査を行うことになった。これはトロカデロ民族誌博物館（人類博物館の前身）の北アフリカ・近東部門の責任者であったテレーズ・リヴィエールとの共同研究であり、二人はオーレス山地に暮らすベルベル人の生活文化について調査するためにそれぞれ別の部族の集落に滞在した。ティヨンはアフマル・カドゥー山岳地帯の小村に住む半農半牧部族アフ・アブデルラフマンのもとで暮らし、特に彼らの家族関係について詳細な調査を行った。この調査は1940年まで4度にわたって行われることになる。

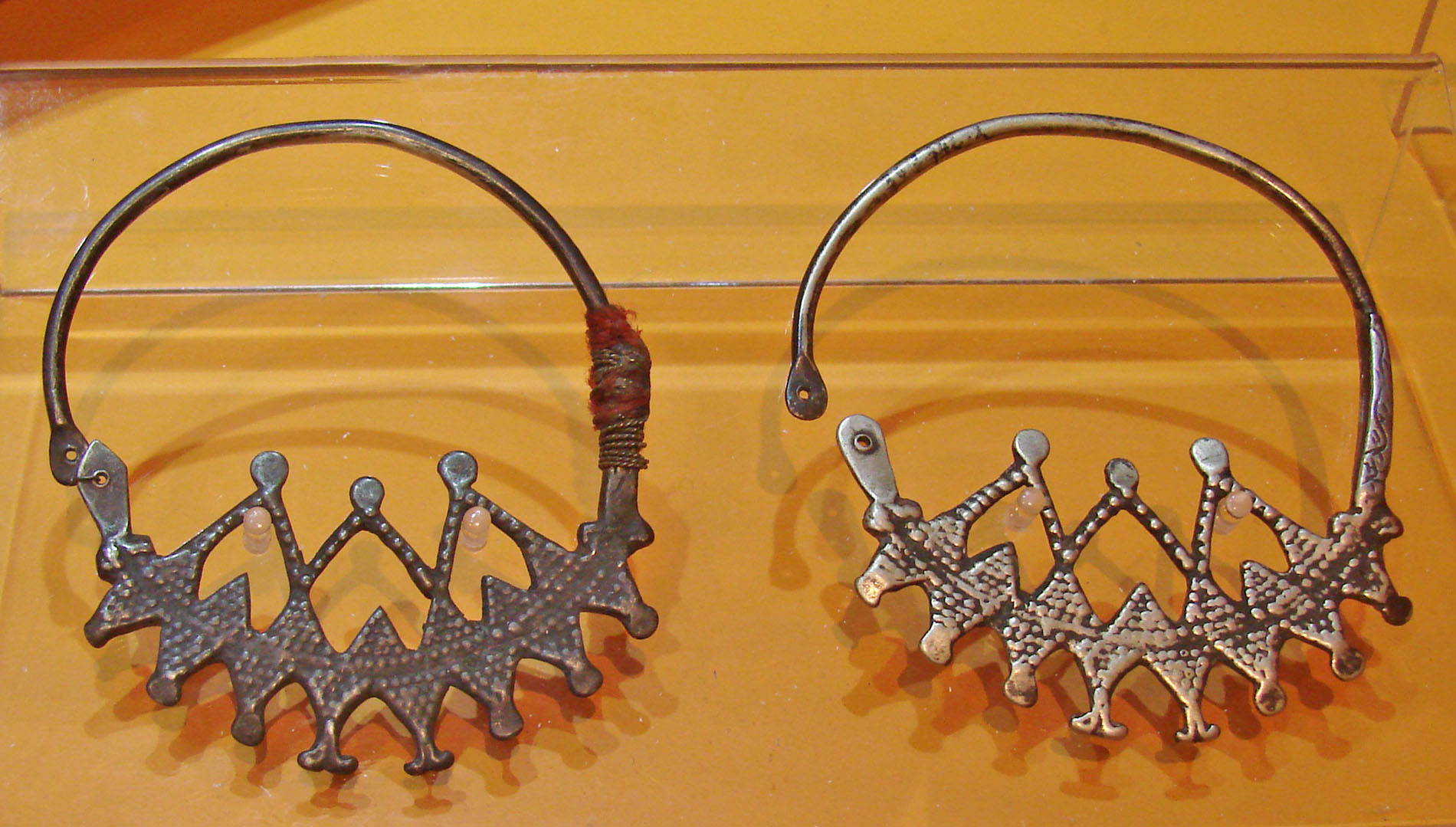
没後、人類博物館で開催されたティヨン追悼展で展示されたシャウィーア（ベルベル人）の耳飾り

この間、パリに戻ったときにはモースの人類学の講義のほか、古書体学（パレオグラフィー）のジャン・マルクスや宗教学者・イスラム学者ルイ・マシニョンの講義を聴講し、ベルベル語の語学力向上のために東洋語学校（フランス国立東洋言語文化研究所）に学んだ（1942年に学位取得）。1938年、学術誌『アフリカ』に最初の論文「オーレス山地南部のベルベル社会」を発表した。翌39年に高等研究実習院に論文「ベルベル共和国の形態 ― オーレス山地南部の遊牧民アフ・アブデルラフマン」を提出して修士号を取得し、同年8月に国立科学研究センター (CNRS) の研究員に就任した。

## 対独レジスタンス - 人類博物館グループ

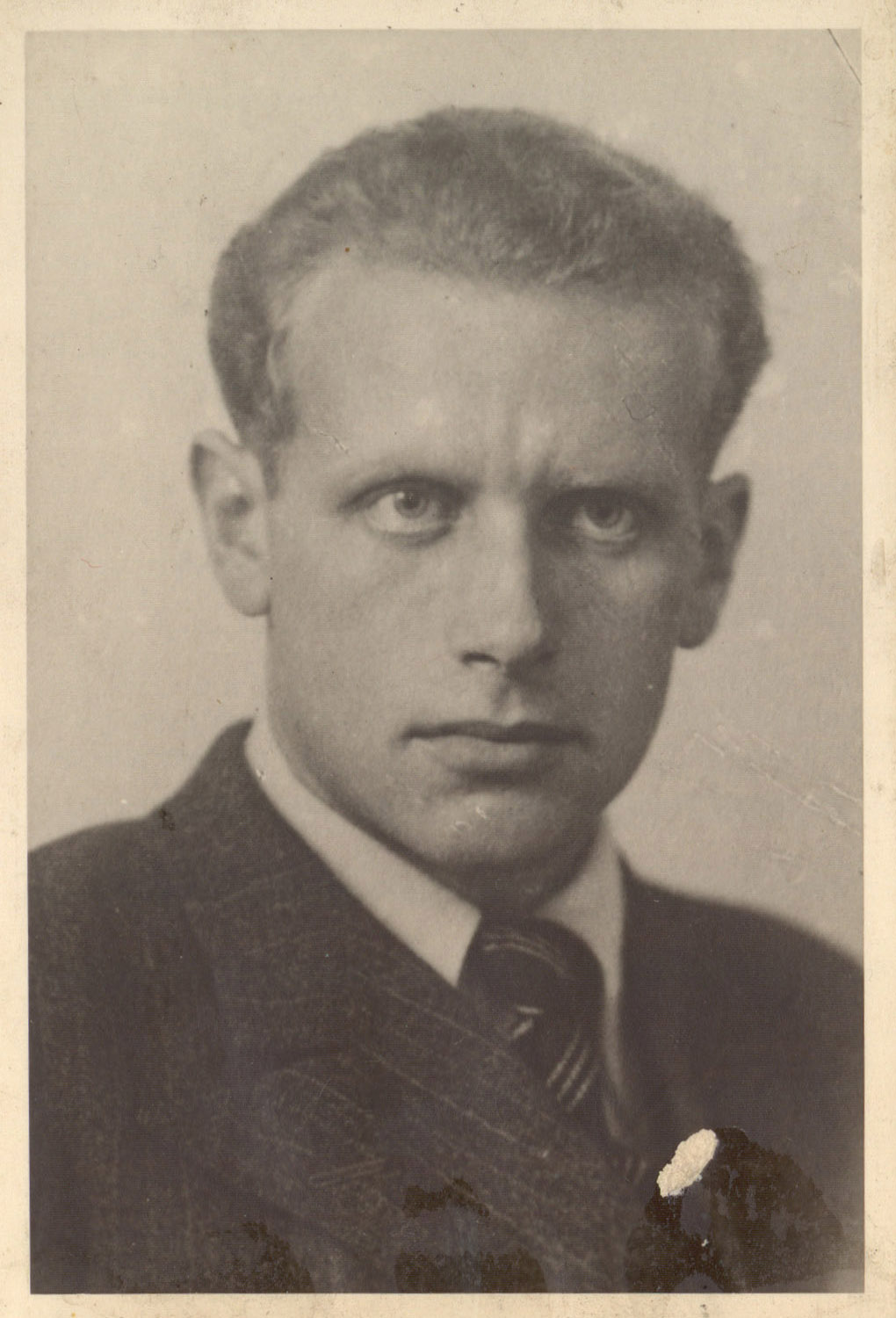
同じ「人類博物館」レジスタンス・グループで戦い、銃殺された言語学者・民族学者ボリス・ヴィルデ (1934年頃)

1939年9月、第二次大戦勃発。ティヨンは1940年6月9日、ドイツ軍のパリ入城の5日前にオーレス山地での調査を終えてパリに戻った。博士論文執筆の準備を進めていたが、ポール・オーエ退役大佐に出会い、対独レジスタンスに参加した。1937年にポール・リヴェにより設立された人類博物館（シャイヨ宮）の地下室はファシズムに反対する知識人の集会所になっていた。ティヨンはここで、言語学者・民族学者ボリス・ヴィルデ、図書館員イヴォンヌ・オドン、人類学者アナトール・ルヴィツキー、美術史家アニエス・ユンベール、モーリス・デュテイユ・ド・ラ・ロシェール大佐らとともにレジスタンス・グループを結成し、非合法の『レジスタンス』紙を発行・配布した。館長ポール・リヴェ、作家のジャン・ポーラン、弁護士のレオン・モーリス・ノルドマン、詩人のジャン・カスーらも協力した。1941年、人類博物館で2月にルヴィツキーとオドン、3月にヴィルデ、4月にユンベール、さらにオーエ大佐とラ・ロシェール大佐も逮捕された。翌42年に人類博物館グループのメンバー19人の裁判が行われ、10人が死刑判決を受けた。ティヨンは特赦を求めたが叶わなかった。2月23日、ヴィルデ、レヴィツキーほか7人がモン・ヴァレリアン要塞で銃殺された。ルイ・アラゴンはロシア生まれのヴィルデとレヴィツキーについて、「祖国のボルシェヴィスムから逃れてきてフランス人となり、人類と諸国民の科学である民族学によって人類の現実に眼をひらいたこの二人の人物が、ヒットラーの民族主義（人類差別主義）に反対したのは偶然ではない・・・この二人が人類博物館の働き手となったのは偶然ではない。人類博物館の教えは、あの征服の道具にすぎない有名なナチの科学とは相反するのである」（大島博光訳）と書いている。

## ラーフェンスブリュック

### ラーフェンスブリュック強制収容所

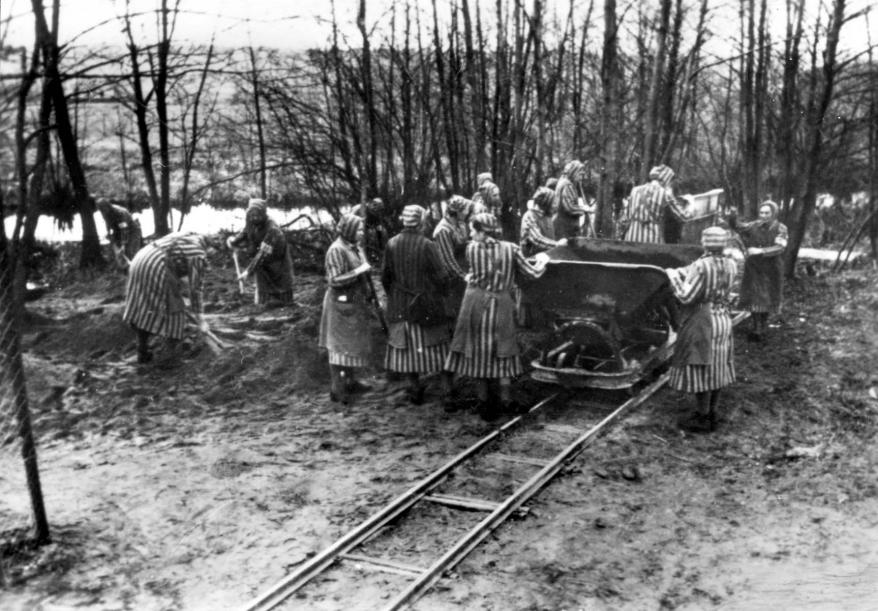
ラーフェンスブリュック強制収容所 (1939年)

ティヨンもまたこの一環として1942年8月13日、母エミリーとともにゲシュタポに逮捕された。諜報活動機関アプヴェーアを介してナチス・ドイツのために働いていた二重スパイでルクセンブルクの牧師ロベール・アルシュの密告によるものである。ティヨン親子はサンテ刑務所、次いでフレンヌ刑務所に拘留され、母エミリーはさらにロマンヴィル要塞強制収容所、ロワイヤリュー通過収容所（コンピエーニュ）に送られた。ティヨンはオーレス山地での調査資料を持ち込んで博士論文を執筆する許可を得たが、後に没収され紛失した。この間、人類博物館では同僚のジャック・フォブレが「オーレス山地のコレクション」展を開催し、ティヨンとリヴィエールが持ち帰った手工芸品や資料などが展示された。1943年10月に「ドイツの治安を危険に晒す」「夜と霧」の総統命令により、ラーフェンスブリュック強制収容所に送られた。ティヨンの罪状は「ドイツの敵を助けたこと、パラシュート兵を宿泊させたこと、スパイ行為を働いたこと、フランス人の裏切り者やゲシュタポのスパイの活動を無害なものにしようとしたこと、（中略）フレンヌの牢獄から三人の死刑囚を逃亡させようと企てたこと」であった。
1944年1月31日から2月2日にかけて母エミリーがロワイヤリュー収容所からラーフェンスブリュック強制収容所に送られ、解放直前の1945年3月2日にガス室で殺害された。1945年4月23日にティヨンを含む300人以上のフランス人女性収容者がスウェーデン赤十字によって解放された。ティヨンは帰国前の療養のためにヨーテボリ（スウェーデン）に送られた。ここで彼女は共に解放された女性一人ひとりに質問し、氏名、囚人番号、到着日、フランスから一緒に移送された囚人のおよその数、記憶に残っている仲間の身元、作業班の出発日、フランス人の数と氏名などの聞き取りをした。

### 著書『ラーフェンスブリュック』

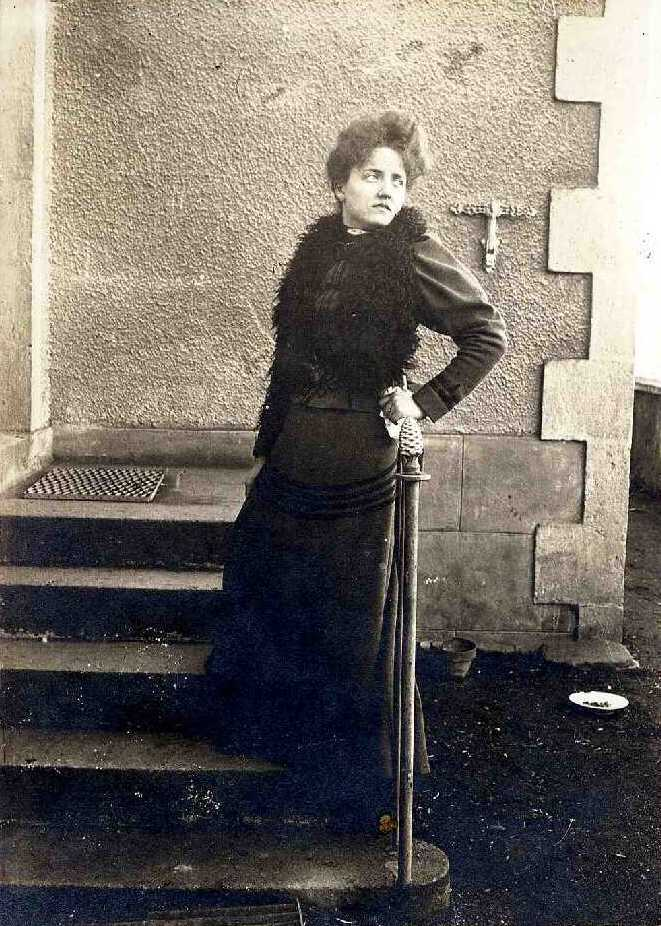
ラーフェンスブリュック強制収容所で亡くなった母エミリー・ティヨン (1900年頃)

1945年7月11日、ヨーテボリからパリに戻り、7月23日に国立科学研究センターの研究員に復帰した。ペタン元帥の裁判、ラーフェンスブリュック裁判、その他フランスやイギリスで行われた多くの裁判を傍聴した。また、各レジスタンス・グループの旧メンバーや活動について調査し、書類を収集・作成するために「国家清算人」と呼ばれる調査員がグループの代表によって指名され、国防相の承認を得て任命されたが、ティヨンは「人類博物館・オーエ・ヴィルデ」グループの「国家清算人」に任命された。1946年、ラーフェンスブリュック強制収容所に関する調査結果（収容者数、死亡率、付属収容所一覧、強制労働による利益、収容者の国別特徴、人体実験等）をまとめた著書『ラーフェンスブリュック』を発表した。彼女はこの調査を生涯にわたって続け、1973年と1988年にも同名の著書を発表している。ティヨンは収容中から情報を収集していたが、「収容所から生還して自らの体験を語るという意欲が生き延びることができた大きな要因の一つ」であった。病に倒れ、母を失う苦しみに耐えながらも生還を果たすことができた理由について、彼女は、「私がラーフェンスブリュックを生き延びたのは、まず、そして間違いなく、偶然である。そして次の理由として、怒り、犯罪を暴きたいという意思があり、最後に、友情による協力のおかげである。なぜなら、私は本能的、肉体的な生きたいという願望はなくしていたからだ」と回想している。

## 戦後
1946年にレジスタンス勲章、1947年に戦時の功績を称える（軍令のよる表彰を表わす椰子の葉のある）「クロワ・ド・ゲール勲章」およびレジオンドヌール勲章シュヴァリエ（1999年、グランクロワに昇格）を授与された。同年、国立科学研究センターの「アフリカ社会学」部門から「近代史」部門に転向した。以後、退役軍人省のもとでフランスから強制移送された女性・子どもに関する調査を行う（1947年）、ブリュッセルで開催された人類学・民族学大会の第3部門に参加する（1948年）、ブーヘンヴァルト強制収容所から生還した作家ダヴィッド・ルーセの呼びかけにより結成されたレジスタンス元被強制移住・収容者国家協会の代表の一人に任命され、ユーゴスラビアに関する委員会の議長を務める（1949年）、アムステルダムで開催された「第二次世界大戦・西欧諸国近代史大会」で強制収容所に関する研究発表を行う（1950年）、国立科学研究センターの研究員として渡米し、解放後の欧州で米軍が押収したドイツ公文書を収集する（1954年）など研究活動および政治・社会活動に奔走した。
1951年5月には、ソビエト連邦における強制収容所の存在について証言に基づく調査を行うためにブリュッセルで結成された強制収容制度反対国際委員会 (CICRC) の国際審査員に選出され、共にレジスタンスに参加した共産党員から激しい批判を浴びた。

## アルジェリア独立戦争

### 社会教育センター
1954年11月1日、アルジェリア戦争勃発。フランソワ・ミッテラン内相の要請による公務として、12月から翌55年2月までオーレス山地の住民の境遇に関する調査を行った。引き続き55年3月から翌56年2月までは、フランス領アルジェリア総督府（ジャック・スーステル総督下）での任務に当たり、社会教育センター局を設置した。この結果、1955年から1962年（休戦）までの間にアルジェリア全土120か所に初等教育、無料診療所、行政の援助、基礎的職業準備教育等を提供する社会教育センターが設置され、訓練を受けた約千人の職員が配置された。
1962年3月、エヴィアン協定締結の数日前に、小学校教員でティヨンの友人であった作家のムールード・フェラウンを含む社会教育センターの視学官6人がアルジェリア独立に反対するフランス極右民族主義の武装地下組織「秘密軍事組織 (OAS)」により殺害された。ティヨンは『ル・モンド』に「愚かさによる冷酷無情な殺害」と題する記事を掲載し、非常に激しい口調で犯行を非難し、犠牲者に追悼の辞を捧げた。

### 市民休戦の呼びかけ - 捕虜収容所・監獄に関する調査
1956年1月22日、「アラブ人との共存を訴える」アルベール・カミュがアルジェで行った「アルジェリアにおける市民休戦の呼びかけ」 に参加した。国立科学研究デンター研究員としてアルジェリア・サハラ砂漠（ホガール山地、ムザブの谷）で調査を行い、『1957年のアルジェリア』を出版。さらに、強制収容制度反対国際委員会の調査団に同行し、アルジェリアの捕虜収容所と監獄に関する調査を行った。

### 地下組織の指導者ヤセフ・サーディ

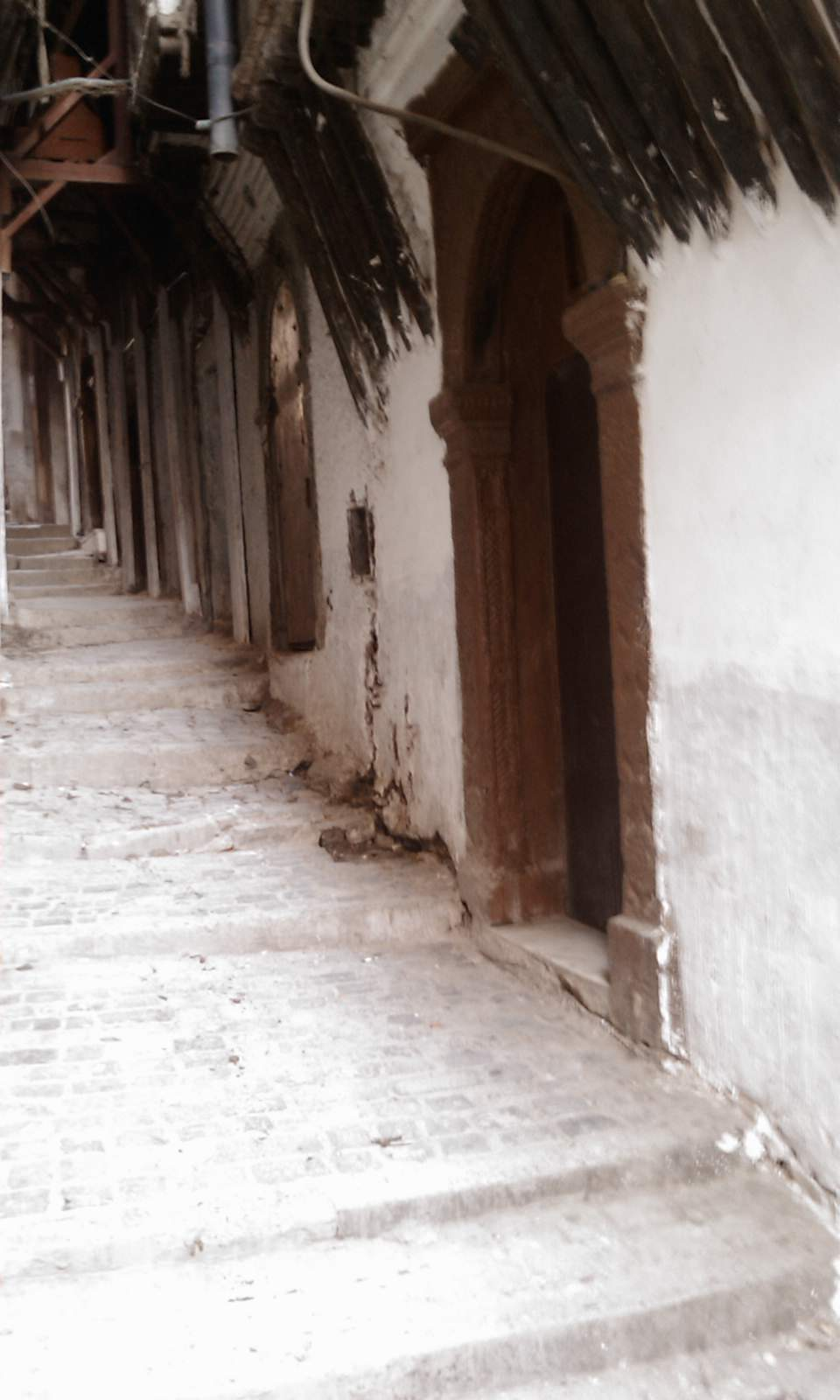
ヤセフ・サーディが逮捕された「アルジェのカスバ」カトン通り3番地

1957年7月4日、民族解放戦線 (FLN) の中心人物で、アルジェの戦い（1957年1月7日 - 10月9日）においてアルジェ自治区の地下組織の指導者であったヤセフ・サーディからの申し出に応じて「アルジェのカスバ」で彼に会い、地下組織によるテロリズムとフランス軍による拷問・処刑の悪循環に終止符を打つための交渉を開始し、以後、同年9月28日にサーディが逮捕されるまで何度も手紙のやり取りをした。逮捕後もティヨンがこの手紙に基づく証言をしたことで、サーディは処刑されることなくフランス司法当局に引き渡され、アルジェリアの独立時にシャルル・ド・ゴールの特赦を受けることになった。ティヨンはド・ゴールをはじめとする有力者に対して繰り返し死刑囚の釈放、拷問やテロリズムの禁止を呼びかけている。なお、サーディが獄中で執筆した『アルジェの戦いの回想録』はジッロ・ポンテコルヴォ監督により『アルジェの戦い』として映画化され、サーディも出演している。また、サーディ宛の手紙は「ヤセフを助けるための二通の書簡」としてティヨンの自著『ジェルメーヌ・ティヨン ― レジスタンス・強制収容所・アルジェリア戦争を生きて』に掲載されている。

### ジャミラ・ブーパシャ支援委員会
1960年、アンドレ・ブロシュ国民教育相からの要請を受けて、刑務所での教育とアルジェリア人学生向けの奨学金に関する立案を行い、アルジェリアにおける和平交渉のために関係省庁からマグレブ諸国やスイスに派遣された。フランス人は拷問と処刑により、アルジェリア人はテロリズムにより互いに傷つけ合ったアルジェリア解放戦争の分析『相互補完的な敵』を発表。また、アルジェで発生した爆弾テロ未遂事件の容疑者として民族解放戦線のメンバーであったジャミラ・ブーパシャが逮捕され、数日間にわたって拷問を加えられたときには、シモーヌ・ド・ボーヴォワール（委員長）、ジャン＝ポール・サルトル、ジュヌヴィエーヴ・ド・ゴール＝アントニオーズ、ルイ・アラゴン、エメ・セゼール、ガブリエル・マルセル、エルザ・トリオレらと共に「ジャミラ・ブーパシャ支援委員会」を結成し、拷問を糾弾した。

### 拷問糾弾 -「12人の呼びかけ」
1962年3月、エビアン協定締結。アルジェリア独立が承認された。ティヨンは1963年にド・ゴール大統領の主導で他の元レジスタンス活動家ら（ダヴィッド・ルーセ、ジュヌヴィエーヴ・ド・ゴール・アントニオーズ、アンドレ・ポステル＝ヴィネ、ジョゼフ・ロヴァン、ロベール・ビュロン、ステファン・エセル）とともにフランス・アルジェリア協会を結成し、副会長および後に会長代理 (1986-87) を務めた。なお、この後2000年にはシラク大統領とジョスパン首相に対して、アルジェリア戦争中のフランス軍による拷問の事実を認めることおよびこの断罪を要求する「12人の呼びかけ」が『リュマニテ』に掲載された。署名者はティヨンのほか、弁護士ジゼル・アリミ、歴史学者ピエール・ヴィダル＝ナケ、歴史学者マドレーヌ・ルベリウー、アルジェリア独立戦争中のフランス軍による拷問を非難した『尋問』 の著者アンリ・アレッグ、アルジェリア独立戦争中に拷問により殺害された数学者モーリス・オーダンの妻ジョゼット・オーダン、拷問を告発したことで2か月の禁錮刑に処されたジャック・パリ・ド・ボラルディエール将軍の妻シモーヌ・ド・ボラルディエール、弁護士ニコル・ドレフュス、フランス軍の脱走兵ノエル・ファヴルリエール、良心的兵役拒否者アルバン・リヒティ、「オーダン委員会」議長の数学者ローラン・シュヴァルツ、元レジスタンス活動家で歴史学者のジャン＝ピエール・ヴェルナンである。

## 社会科学高等研究院 - 世界保健機構 / 国際連合の任務
1958年、1947年11月3日付政令により高等研究実習院内に設置された第6部門（1975年の政令により社会科学高等研究院として独立）の研究主任に任命され、以後1980年まで教鞭を執ることになった。『第二次世界大戦評論』に「占領地区における最初のレジスタンス」を発表し（著書『真と義を求めて』所収）、国内外（モロッコ、モーリタニア、サハラ砂漠）の調査や学術会議に参加した。1969年から74年にかけて世界保健機関からの要請を受けて（または社会科学高等研究院の研究員として）エジプトで調査を行い、国立科学研究センター研究員として（または国際連合からの要請を受けて）ニジェール、マリ、オートヴォルタ（現ブルキナファソ）で主にトゥアレグ族の調査を行った。さらに地中海文化に関する研究において、マルタで開催された第1回会議「地中海文化に対するアラブ＝ベルベルの影響の研究」（1972年）、第2回国際会議「西地中海文化の研究」（1976年）に参加した。

## フェミニズム
特に1966年に発表した著書『ハレムと義兄弟たち』(邦題『イトコたちの共和国 ― 地中海社会の親族関係と女性の抑圧』) では、「親族による女性の殺害（名誉殺人）、兄の特異な地位、社会変化と女性隔離の関係」など先史時代から現代につづく地中海社会の親族関係について記述し、女性の抑圧はイスラムの教義ではなくこうした親族関係に起因すると論じた。
このほか、世界保健機関からの要請を受けて中東・極東10か国において女性の地位に関する調査を行う（1962年）、パリのユネスコ本部で開催された「女性の地位向上」に関する専門家会議に参加する（1965年）、ドゥブロヴニク（クロアチア）で開催されたシンポジウム「男女の伝統的役割に代わるもの」に参加し、女性移民の境遇改善委員会の議長を務める（1975年）、ロワイヨモンで行われたシンポジウム「女性問題」、パリ人間科学会館で行われた国立科学研究センター主催のシンポジウム「生産・権力・親族」に参加する（同1975年）など女性の地位向上のための様々な活動に取り組んだ。
また、上記以外の人権擁護活動として、矯正労働収容所（グラーグ）の元収容者の招きに応じてモスクワを訪れ、「グラーグへの抵抗運動」会議に参加する（1992年）、パリ18区のサン＝ベルナール教会の不法滞在者支援団体に参加する（1996年）などして、生涯にわたる人道主義的貢献に対して与えられる「チーノ・デル・ドゥーカ世界賞を受けている。

## 晩年・オマージュ
2001年にカリフォルニア芸術大学教授のナンシー・ウッドとの共著の写真集『オーレス山地のアルジェリア』を発表した。ナンシー・ウッドは2003年に評伝『ジェルメーヌ・ティヨン ― 女性・記憶 ― もう一つのアルジェリアへ』を発表している。
2001年に出版されたティヨンの著書『真と義を求めて』はツヴェタン・トドロフの編集による著書であり、トドロフはこの他にも没後出版のティヨンの自伝『ジェルメーヌ・ティヨン ― レジスタンス・強制収容所・アルジェリア戦争を生きて』の編集および序文「ジェルメーヌ・ティヨン ― 理解しようという情熱」、その他のティヨンの著書の編集を手がけ、2015年発表の著書『屈服しない人々』では一章を設けてティヨンの生涯を論じている。
2002年、エクサンプロヴァンス地中海・比較民族学研究所で第1回「ジェルメーヌ・ティヨン会議」、およびアラブ世界研究所でジェルメーヌ・ティヨンの生涯と作品に関する討論会が行われた。2003年、ジェルメーヌ・ティヨンの名を冠した最初の施設「ジェルメーヌ・ティヨン地区会館」が設立され、開館を記念して1か月にわたって演劇上演、映画上映、講演会、会議、展覧会などが行われた。また、アルジェリア政府の発議による「アルジェリア・フランス ― 文明の対話の重要人物に捧げるオマージュ」の一環として、アラブ世界研究所にて「ジェルメーヌ・ティヨンに捧げるオマージュ」の企画が行われた。2004年、リヨンのレジスタンス・強制収容歴史センターで「レジスタンス ― ジェルメーヌ・ティヨンの歩みと活動」展が開催され、その後、グルノーブル、ブザンソン、サルゾー、マルセイユ、クレテイユ、ペルピニャンを巡回した。同年、ジェルメーヌ・ティヨンを名誉会長とする「ジェルメーヌ・ティヨン協会」が設立された。会長は民族学者クリスティアン・ブロンベルジェであり、ブロンベルジェもトドロフとともにティヨンの著書の編集に携わり、トドロフとの共著『ジェルメーヌ・ティヨン ― 世紀の民族学者』を発表している。同書にはティヨンがオーレス山地で撮ったこれまで未発表の写真が多数掲載されている。
2005年、ジェルメーヌ・ティヨン協会を介して、フランス国立図書館にこれまでに収集・作成した民族学・人類学等の資料を寄贈。強制収容に関する資料は、ブザンソンのレジスタンス・強制収容博物館に寄託された。同年、ラーフェンスブリュック強制収容所で執筆したオペレッタ『地獄の待機要員』が出版された。序文は再びトドロフである。『地獄の待機要員』は2007年、ティヨン生誕100年を記念してシャトレ座で上演された。ティヨンは『戦争と平和の闘い』を出版し、『未来に向かうアフリカの大変動』、『相互補完的な敵』、『真と義を求めて』を加筆修正して再出版した。
ティヨンはまた、1973年からプルイネック (フィニステール県) のラン＝ドレフで自宅の建設と併せて公園の整備を開始し、長年にわたって毎年ここで数か月を過ごし、多くの友人を招いていたが、2004年にこの土地建物を沿岸域保全整備機構に譲渡した。

## 死去 - パンテオン合祀
2008年4月19日、サン＝マンデ（ヴァル＝ド＝マルヌ県）の自宅で死去、享年100歳。葬儀はティヨンが毎年3月2日の母エミリーの命日に訪れていたパリ12区のサンテスプリ（聖霊）教会で行われ、約千人の人々が参列した。
2015年1月7日、ピエール・ブロソレット、ジュヌヴィエーヴ・ド・ゴール・アントニオーズ、ジャン・ゼー、ジェルメーヌ・ティヨンをパンテオンに合祀するとの政令が共和国大統領により公布された。
没後7年の2015年5月27日、ティヨンはパンテオンに合祀された。

## 主な受賞・栄誉
- レジスタンス勲章（1946年）
- クロワ・ド・ゲール勲章（1947年）
- 教育功労章コマンドゥール（1965年）
- チーノ・デル・ドゥーカ世界賞（1977年）
- 国家功労勲章グランクロワ（1981年）
- レジオンドヌール勲章グランクロワ（1999年）
- パリ市大賞（2000年）
- ドイツ連邦共和国功労勲章大十字章（2004年）

## 著書

### 単著・共著・対談集等
- L’Algérie en 1957 (1957年のアルジェリア), Éditions de Minuit, 1957.
- Les Ennemis complémentaires (相互補完的な敵), Éditions de Minuit, 1958.
- L'Afrique bascule vers l'avenir (未来に向かうアフリカの大変動), Éditions de Minuit, 1959.
- Le Harem et les cousins (ハレムと義兄弟たち), Le Seuil, 1966
  - 『イトコたちの共和国 ― 地中海社会の親族関係と女性の抑圧』宮治美江子訳, みすず書房, 2012.
- Ravensbrück (ラーフェンスブリュック), Le Seuil / Points (新版), 2015 - 生還直後の1946年の初版以降、1973年、1988年に加筆修正.
- La traversée du mal (悪の道筋), Arléa, 1997 - ジャン・ラクチュールとの対談集.
- Il était une fois l’ethnographie (昔々ある所に民族誌があった), Le Seuil - 2000 - 1934年から1940年までオーレス山地で行った調査.
- À la recherche du vrai et du juste. À propos rompus avec le siècle (真と義を求めて), Le Seuil, 2001 - ツヴェタン・トドロフ編集・紹介文.
- L’Algérie aurésienne (オーレス山地のアルジェリア), La Martinière/Perrin, 2001 - ナンシー・ウッドとの共著. 1934-1940年の調査の際に撮った写真.
- Une opérette à Ravensbrück (ラーフェンスブリュックのオペレッタ), La Martinière, 2005 ; Le Seuil / Points, 2007 (序文 : ツヴェタン・トドロフ ; 紹介文 : クレール・アンドリュー（フランス語版） - ラーフェンスブリュック強制収容所で執筆したオペレッタ『Le Verfügbar aux Enfers (地獄の待機要員)』
- Combats de guerre et de paix (戦争と平和の闘い), Le Seuil, 2007.
- Le Siècle de Germaine Tillion (ジェルメーヌ・ティヨンの世紀), Le Seuil, 2007 - ツヴェタン・トドロフ監修 - ティヨンの未発表の原稿ほか、ジャン・ダニエル（フランス語版）、ジャン・ラクチュール、バンジャマン・ストラ（フランス語版）らの寄稿による生誕100年記念出版[28].
- Germaine Tillion, Les combats d’une ethnologue. Entretiens avec Frédéric Mitterrand (ジェルメーヌ・ティヨン ― ある民族学者の闘い ― フレデリック・ミッテランとの対談集), L’Édition de l’École des hautes études en sciences sociales, 2015 - クリスティアン・ブロンベルジェ、ツヴェタン・トドロフによる序文・注釈[29].
- Fragments de vie (人生の断片), Le Seuil, 2009.
  - 『ジェルメーヌ・ティヨン ― レジスタンス・強制収容所・アルジェリア戦争を生きて』ツヴェタン・トドロフ編, 小野潮訳, 法政大学出版局 (叢書・ウニベルシタス982), 2012.

### 論文
- « Les sociétés berbères dans l’Aurès méridional » (オーレス山地南部のベルベル社会), Africa, 1938.
- « Réflexions sur l’étude de la déportation » (強制収容の研究に関する考察), Revue d'histoire de la Seconde guerre mondiale, 1954.
- « Première résistance en zone occupée » (占領地区における最初のレジスタンス), Revue d'histoire de la Seconde guerre mondiale, 1958.

### ティヨン評伝
- Christian Bromberger, Tzvetan Todorov, Germaine Tillion. Une ethnologue dans le siècle (ジェルメーヌ・ティヨン ― 世紀の民族学者), Actes Sud, 2002.
- Nancy Wood, Germaine Tillion, une femme-mémoire. D’une Algérie à l’autre (ジェルメーヌ・ティヨン ― 女性・記憶 ― もう一つのアルジェリアへ), Autrement, Collection « Mémoires/Histoire », 14 février 2003.
- Tzvetan Todorov, Insoumis, Robert Laffont, 14-12-2015.
  - ツヴェタン・トドロフ著『屈服しない人々』小野潮訳, 新評論, 25-09-2018 -「第2章 ジェルメーヌ・ティヨン」

## 参考資料
- ジェルメーヌ・ティヨン著『ジェルメーヌ・ティヨン ― レジスタンス・強制収容所・アルジェリア戦争を生きて』ツヴェタン・トドロフ編, 小野潮訳, 法政大学出版局 (叢書・ウニベルシタス982), 2012.
- GERMAINE TILLION - Chronologie